# Palude di Romano Canavese
Palude di Romano Canavese este o arie protejată (arie specială de conservare — SAC, sit de importanță comunitară — SCI) din Italia întinsă pe o suprafață de 35 ha, integral pe uscat.

## Localizare
Centrul sitului Palude di Romano Canavese este situat la coordonatele 45°23′43″N 7°51′30″E / 45.395287°N 7.858374°E.

## Înființare
Situl Palude di Romano Canavese a fost declarat sit de importanță comunitară în septembrie 1995 pentru a proteja 1 specie de plante și 6 specii de animale. Situl a fost protejat și ca arie specială de conservare în februarie 2017.

## Biodiversitate
Situată în ecoregiunea continentală, aria protejată conține 4 habitate naturale: Păduri de stejar sau de stejar și carpen sub-atlantice și medio-europene de Carpinion betuli, Lacuri eutrofice naturale cu vegetație de tip Magnopotamion sau Hydrocharition, Păduri aluvionare cu Alnus glutinosa și Fraxinus excelsior (Alno-Padion, Alnion incanae, Salicion albae), Cursuri de apă de la nivel de câmpie la nivel montan, cu vegetație Ranunculion fluitantis și Callitricho-Batrachion.
La baza desemnării sitului se află mai multe specii protejate:
- plante (1): Marsilea quadrifolia
- păsări (1): găinușă de baltă (Gallinula chloropus)
- nevertebrate (1): Austropotamobius pallipes
- pești (4): Barbus plebejus, zglăvoacă (Cottus gobio), Lethenteron zanandreai, Telestes muticellus

Pe lângă speciile protejate, pe teritoriul sitului au mai fost identificate 10 specii de plante, 4 specii de amfibieni, 1 specie de nevertebrate, 3 specii de reptile.